# 15 centesimi litografico

Francobollo da 15 centesimi litografico

15 centesimi litografico è un francobollo del valore nominale di 15 centesimi di lire emesso con urgenza dal Regno d'Italia il 10 febbraio del 1863 per far fronte alla richiesta immediata di francobolli da parte degli uffici postali.

## Notizie storiche sull'emissione
Nel 1863 la direzione generale delle Poste Italiane era una dipendenza del Ministero dei lavori pubblici che necessitava dell'approvazione del Ministero delle finanze per ogni spesa da affrontare. Il 30 settembre 1862 doveva essere rinnovato il contratto con la tipografia che provvedeva alla produzione di francobolli ed il Ministero dei Lavori Pubblici prese in esame alcune proposte, tra le quali si rivelò vincente quella del conte Ambjorn Sparre, cugino acquisito del conte Giovanni Barbavara di Gravellona. Il Ministero delle Finanze incaricò quindi l'ingegner Costantino Perazzi di curare i particolari del contratto da stipulare con il conte Sparre. Nel contratto era prevista una risoluzione nel caso il conte Sparre ed il suo socio Giuseppe Pella risultassero inadempienti. Il contratto fu risolto ed il 31 ottobre 1862 il cav. Maitraire fu incaricato ufficialmente di predisporre la fornitura di in francobollo, provvisorio, da 15 centesimi, la cui circolazione doveva iniziare il 1º gennaio 1863.
Il cav. Matraire predispose la produzione di oltre 8 milioni di francobolli, conosciuti in filatelia come "15 centesimi tipo Sardegna" perché richiamavano chiaramente le caratteristiche dei francobolli della 4ª emissione del Regno di Sardegna. Questo fu il primo francobollo emesso ufficialmente dal Regno d'Italia ad avere validità per tutto il territorio nazionale; nella cornice aveva la dicitura FRANCO - C. POSTE 15 - BOLLO - CENTESIMI 15.
Al cav. Matraire fu richiesto, con Regio Decreto nº 1101 dell'11 gennaio 1863, di ideare un nuovo francobollo, provvisorio, che fu emesso nel febbraio 1863 (prima data d'uso 11 febbraio 1863) e che è conosciuto come "15 centesimi litografico". Per accelerare i tempi di produzione, rinunciò alla dentellatura e creò il francobollo che per primo fa riferimento ad un servizio postale italiano, avendo nella cornice la dicitura FRANCO BOLLO POSTALE ITALIANO.

## Notizie tecniche
- Soggetto: effigie di Vittorio Emanuele II
- Tiratura: circa 8 500 000 esemplari[2]
- Data di emissione: 10 febbraio 1863
- Validità: 31 dicembre 1863[2]
- Stampa: litografica
- Carta: fatta a macchina con vari spessori[2]
- Fogli: formati da 200 esemplari distribuiti in 4 gruppi di 50 incolonnati 5X10
- Filigrana: assente
- Gomma: incolore liscia o screpolata[2]